# Front de gauche
Front de gauche (FG, česky Levicová fronta), celým názvem Front de gauche pour changer d'Europe (Levicová fronta pro změnu Evropy), byla volební koalice Francouzské komunistické strany (PCF) a Levicové strany (PG) původně pro volby do Evropského parlamentu 2009. Cílem koalice bylo sdružit francouzskou radikální levici v odporu vůči ekonomickému liberalismu Evropské unie a ratifikaci Lisabonské smlouvy.

## Volby do Evropského parlamentu 2009

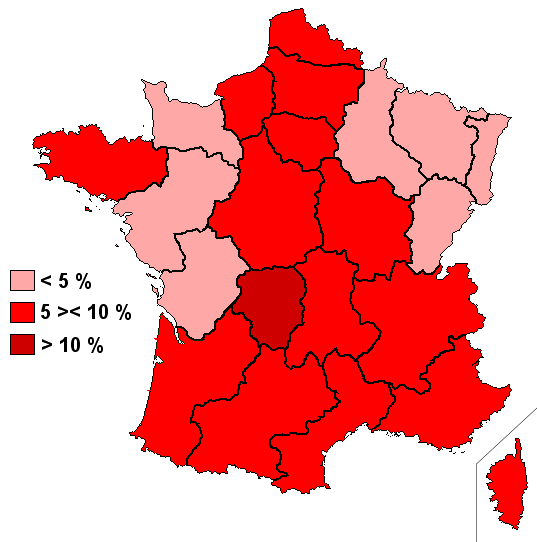
Znázornění zisku hlasů podle územních celků

Do volební koalice se odmítla zapojit Nová antikapitalistická strana, vzniklá po dobrovolném rozpuštění trockistické Revoluční komunistické ligy (LCR). Menšinová frakce vzešlá z někdejší LCR, vystupující pod názvem Jednotná levice, se do koalice přesto zapojila. Dále byla vedena neúspěšná jednání se stranou Dělnický boj, která se nakonec rozhodla kandidovat samostatně a s hnutím Alternatifs. Do fronty se zapojily pouze jednotlivé osobnosti z Republikánského a občanského hnutí, které participaci v koalici podmiňovalo účastí Socialistické strany. Zastoupení na kandidátce má také Konvence pro pokrokovou alternativu.
Následující tabulka znázorňuje počet získaných hlasů podle volebních obvodů (přehled zahrnuje i zisk Aliance zámořských stran).
| Obvod                 | První kandidát          | Strana | Hlasy     | v %   | Mandátů |
| --------------------- | ----------------------- | ------ | --------- | ----- | ------- |
| Severozápad           | Jacky Hénin             | PCF    | 169 786   | 6,48  | 1       |
| Západ                 | Jacques Généreux        | PG     | 114 909   | 4,58  | 0       |
| Východ                | Hélène Franco           | PG     | 84 515    | 3,89  | 0       |
| Jihozápad             | Jean-Luc Mélenchon      | PG     | 213 926   | 8,15  | 1       |
| Jihovýchod            | Marie-Christine Vergiat | -      | 173 491   | 5,90  | 1       |
| Massif central-Centre | Marie-France Beaufils   | PCF    | 108 311   | 8,07  | 0       |
| Île-de-France         | Patrick Le Hyaric       | PCF    | 176 817   | 6,32  | 1       |
| Outre-mer             | Élie Hoarau             | PCR    | 73 117    | 21,01 | 1       |
| Francouzská republika | '                       | '      | 1 114 872 | 6,47  | 5       |

## Regionální volby 2010

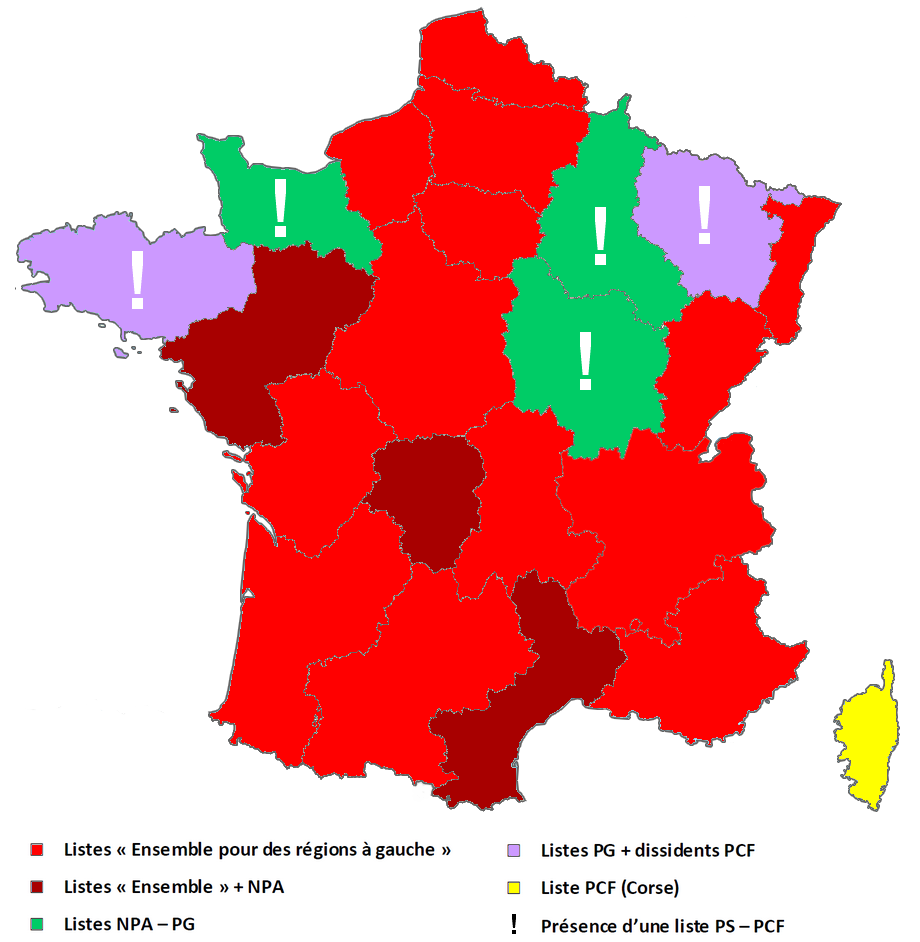
Znázornění složení regionálních koalic Levicové fronty

Pro regionální volby 2010 se kandidátky Levicové fronty lišila podle regionů. Kromě PCF a PG, které ve většině regionů tvořily páteř FG, se do fronty regionálně zapojilo hnutí Les Alternatifs, Federace pro sociální a ekologickou alternativu, Komunistická strana dělníků Francie a další.
V některých regionech (např. v Burgundsku) se komunisté oficiálně spojili do koalice se Socialistickou stranou, byť menšinové ("disidentské") frakce nadále participovaly na kandidátce Levicové fronty. Nová antikapitalistická strana, která postupovala ve většině regionů samostatně, se s FG spojila pouze ve třech regionech, právě ve kterých se komunisté spojili se socialisty.

### 1. kolo
| Region               | První kandidát        | Hlasy     | v %   | Postup do 2. kola |
| -------------------- | --------------------- | --------- | ----- | ----------------- |
| Alsasko              | Jean-Yves Causer      | 9 712     | 1,87  | ne                |
| Akvitánie            | Gérard Boulanger      | 64 370    | 5,95  | ano               |
| Auvergne             | André Chassaigne      | 68 146    | 14,26 | ano               |
| Burgundsko           | Sylvie Faye-Pastor    | 22 290    | 4,32  | ne                |
| Bretaň               | Gérard Perron         | 38 556    | 3,51  | ne                |
| Centre-Val de Loire  | Marie-France Beaufils | 59 034    | 7,35  | ano               |
| Champagne-Ardenne    | Anthony Smith         | 18 448    | 4,87  | ne                |
| Korsika              | Dominique Bucchini    | 13 107    | 10,02 | ano               |
| Franche-Comté        | Evelyne Ternant       | 16 172    | 4,05  | ne                |
| Île-de-France        | Pierre Laurent        | 189 193   | 6,55  | ano               |
| Languedoc-Roussillon | René Revol            | 76 418    | 8,60  | ne                |
| Limousin             | Christian Audouin     | 36 634    | 13,13 | ano               |
| Celkem               | -                     | 1 137 250 | 5,84  | -                 |

### 2. kolo
| Region              | Fúze                                               | Hlasy pro koalici | v %   | Mandáty | Hlasy pro samostatnou kandidátku | v %   | Mandáty |
| ------------------- | -------------------------------------------------- | ----------------- | ----- | ------- | -------------------------------- | ----- | ------- |
| Akvitánie           | Ano (se socialisty a zelenými)                     | 643 763           | 56,33 | 58      | -                                | -     | -       |
| Auvergne            | Ano (se socialisty a zelenými)                     | 305 828           | 59,68 | 33      | -                                | -     | -       |
| Limousin            | Ne                                                 | -                 | -     | -       | 56 092                           | 19,10 | 6       |
| Centre-Val de Loire | Ano (se socialisty a zelenými)                     | 443 323           | 50,00 | 49      | -                                | -     | -       |
| Korsika             | Ano (s různými levicovými subjekty)                | 52 663            | 36,62 | 24      | -                                | -     | -       |
| Celkem              | (socialisté, zelení, FG & další levicové subjekty) | 9 834 486         | 46,40 | 1 006   | 56 092                           | 0,26  | 6       |

## Prezidentské volby 2012

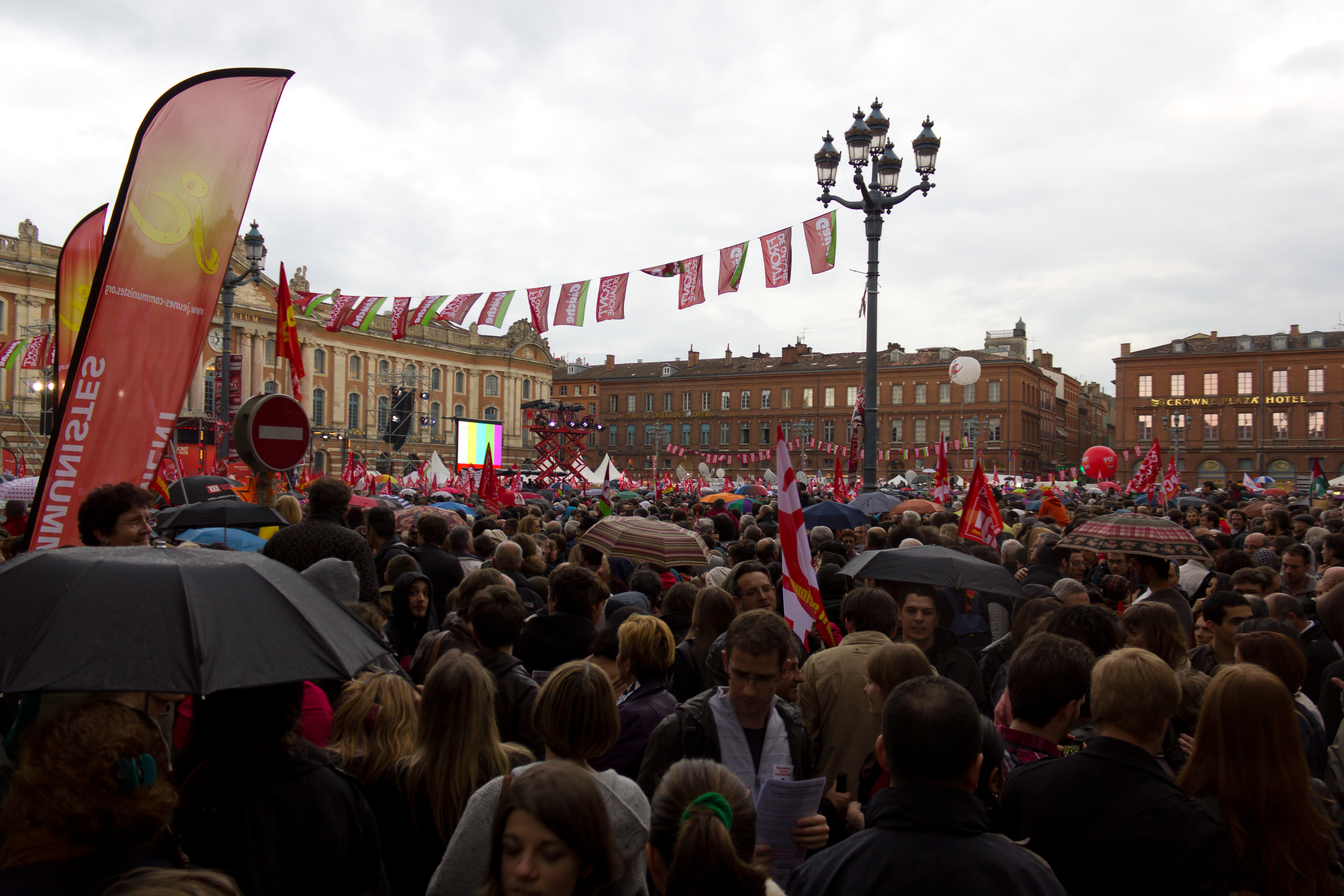
Předvolební shromáždění v Toulouse

Kandidátem Levicové fronty na úřad prezidenta se stal Jean-Luc Mélenchon, vedoucí činitel Levicové strany a bývalý člen Socialistické strany. Ještě na začátku roku 2012 se pro něj v průzkumech veřejného mínění vyslovalo zhruba 6% voličů, v dubnu se jeho preference zvýšily až na 16 % dotázaných. Jeho volební kampaň byla provázena radikální rétorikou vůči politické elitě i systému V. republiky. Předvolební mítinky se dočkaly masové návštěvnosti: "pochodu za VI. republiku" se na Place de la Bastille v Paříži účastnilo až 120 000 lidí, desítky tisíc se jich sešly také v Lille, Toulouse a Marseille. Dopisem mu vyjádřil podporu ekvádorský prezident Rafael Correa.
V samotné prvním kole voleb však skončil Mélenchon až na čtvrtém místě, přičemž ho předběhla Marine Le Pen, kandidátka radikálně pravicové Národní fronty. Získal 3 985 298 hlasů, tj. 11,11 %. Před druhým kolem vyzval k volbě socialisty Hollanda.

## Volby do Národního shromáždění 2012
Volby do Národního shromáždění nenaplnily očekávání nabytá po prezidentských volbách. V prvním kole získali kandidáti Levicové fronty celkem 1 792 923 hlasů, tedy jen 6,91 % (oproti 13,60 % hlasů pro Národní frontu). Zklamáním byla zejména přímá porážka vůdčího představitele Mélenchona radikálně pravicovou kandidátkou Marine Le Penovou v Pas-de-Calais. Kandidát FG obdržel 21,46 % hlasů a nepostoupil kvůli nízké voličské účasti do druhého kola (Le Penová se kvalifikovala z prvního místa s 42,26 % hlasů).
Do druhého kola postoupilo celkem 19 kandidátů FG. V patnácti případech se jejich soupeřem stal jiný levicový kandidát, ve třech kandidát pravice a v jednom kandidát Národní fronty. V součtu obdrželi 249 525 hlasů (tj. 1,08 %) a uspěli v deseti soubojích. V porovnání s volbami v roce 2007 tak radikální levice v součtu oslabila, prezidentská většina okolo Socialsitické strany není závislá na jejích hlasech, jak se o tom před volbami uvažovalo.
Zástupci Levicové fronty se nestali součástí vlády Jean-Marca Ayraulta.